# Дадье, Бернар Бинлин
Бернар Дадье (Bernard Dadié, полное имя — Bernard Binlin Dadié, также Бернар Буа Дадье; 10 января 1916, Асини, возле Абиджана — 9 марта 2019) — один из крупнейших писателей, драматургов и фольклористов Берега Слоновой Кости, поэт. Писал на французском языке. Также экс-чиновник, в частности занимал пост министра культуры в правительстве страны (1977—1986).

## Биография
Бернар Дадье работал на французское правительство Дакар (США). После возвращения на родину в 1947 году, стал участником ивуарийского движения за независимость, в том числе присоединился к партии «Демократическое объединение Африки». Несколько раз содержался в тюрьме. Там же написаны его ранние революционные стихи («Африка во весь рост», 1950).
Впоследствии Дадье опубликовал «Африканские легенды» (1954), книгу сказок «Черная повязка» (1955) и автобиографический роман «Клембье» (1956, русский пер. — 1964).
Перед обретением Кот-д’Ивуаром независимости в 1960 году, Бернар Дадье снова был заключен в тюрьму в течение 16 месяцев за участие в демонстрациях против французского колониального правительства.
В своем творчестве Бернар Дадье, под влиянием его детского опыта колониализма, пытался связать традиционный африканский фольклор с современным миром. В произведениях писателя превалирующими являются идеи гуманизма и стремление к равенству и независимости африканцев и их культуры.
Романы Дадье «Негр в Париже» (1959) и «Нью-Йоркский хозяин» (1964) посвящены общецивилизационным проблемам. В сборниках зрелых стихов автора «Череда дней» (1956) и особенно «Люди всех континентов» (1967) преобладает интернациональная тематика.
Среди ивуарийских сказок Дадье, в частности обработал цикл рассказов о паука Ананси.
9 марта 2019 года писатель скончался на 104 году жизни.